# 南乡郡
南乡郡，中国古代的郡。始置于东汉末年。
王莽新朝末（23年），析人邓晔起兵南乡以应汉。东汉始置南乡县，属南阳郡。建安十三年（208年），曹操夺荆州，分南阳郡西部设置南乡郡。刘备大将关羽北伐时，南乡太守傅方投降。后来孙权与曹操结盟，派陆逊袭击南乡郡，大败刘备所任南乡太守郭睦。
西晋太康十年（289年），改南乡郡为顺阳郡，郡治南乡县（今淅川县滔河乡一带）。东晋咸康四年（338年），又改为南乡郡。永和十年（354年），桓温伐前秦，水军自襄阳入均口，至南乡。后陷后秦。义熙元年（405年），后秦文桓帝姚兴割南乡郡归东晋。
南北朝时，刘宋复曰顺阳郡。南齐沿袭。建武末（498年），陷于北魏。永元初（499年），陈显达拔北魏马圈城（一说位于岵山之阴，另说位于镇平县侯集镇马圈王村一带），派军主庄丘黑进击南乡，拔之。旋复陷于北魏，又置南乡郡。南朝梁普通六年（526年），晋安王纲自雍州遣长史柳浑破北魏（386年～534年）南乡郡，寻复失之。西魏（534年-556年）仍置南乡郡及淅州于此。后周（557年—581年），仍设南乡郡，并龙泉、湖里、白亭（今淅川县滔河乡白亭村附近）三县入。又有左南乡县，并置左乡郡。西魏改郡为秀山，改县为安山。后周秀山郡废。
隋朝开皇初年（581年），废南乡郡。大业初年，又改淅州为淅阳郡。

## 东汉南乡郡辖县
辖8县分别为东汉置的南乡县，所治在今河南省淅川县西南。秦汉旧县析县，治所在今河南西峡县东。西汉旧县顺阳县，所治在今淅川县香花镇附近的丹江口水库下，淹没前为李官桥镇顺阳村。西汉旧县丹水县，所治在今河南淅川县寺湾镇一带。西汉旧县武当县，所治在今湖北省丹江口市西北关门岩北。西汉旧县酂县，治所约在今湖北省谷城县固封山北。秦汉旧县阴县，所治在今湖北老河口市傅家寨附近。西汉旧县筑阳县，所治在今湖北谷城县境内。

## 参看
- 南乡侯